# Charadż
Charadż (arab. خراج) – podatek gruntowy od ziemi należącej do mniejszości wyznaniowych (Zimmi) w państwie muzułmańskim. Niemuzułmanie zrzeszeni byli w gminach wyznaniowych i zobowiązani byli do opłacania podatku pogłównego dżizja oraz podatku od ziemi – charadż.